# 토미 세이어
토미 세이어(Tommy Thayer, 1960년 11월 7일 ~ )는 미국의 음악가로, 하드록 밴드 키스의 일원이다.